# Oligosita haematoxantha
Oligosita haematoxantha är en stekelart som beskrevs av Maksymilian Nowicki 1940. Oligosita haematoxantha ingår i släktet Oligosita och familjen hårstrimsteklar.
Artens utbredningsområde är Frankrike. Inga underarter finns listade i Catalogue of Life.